# Cohete carretilla

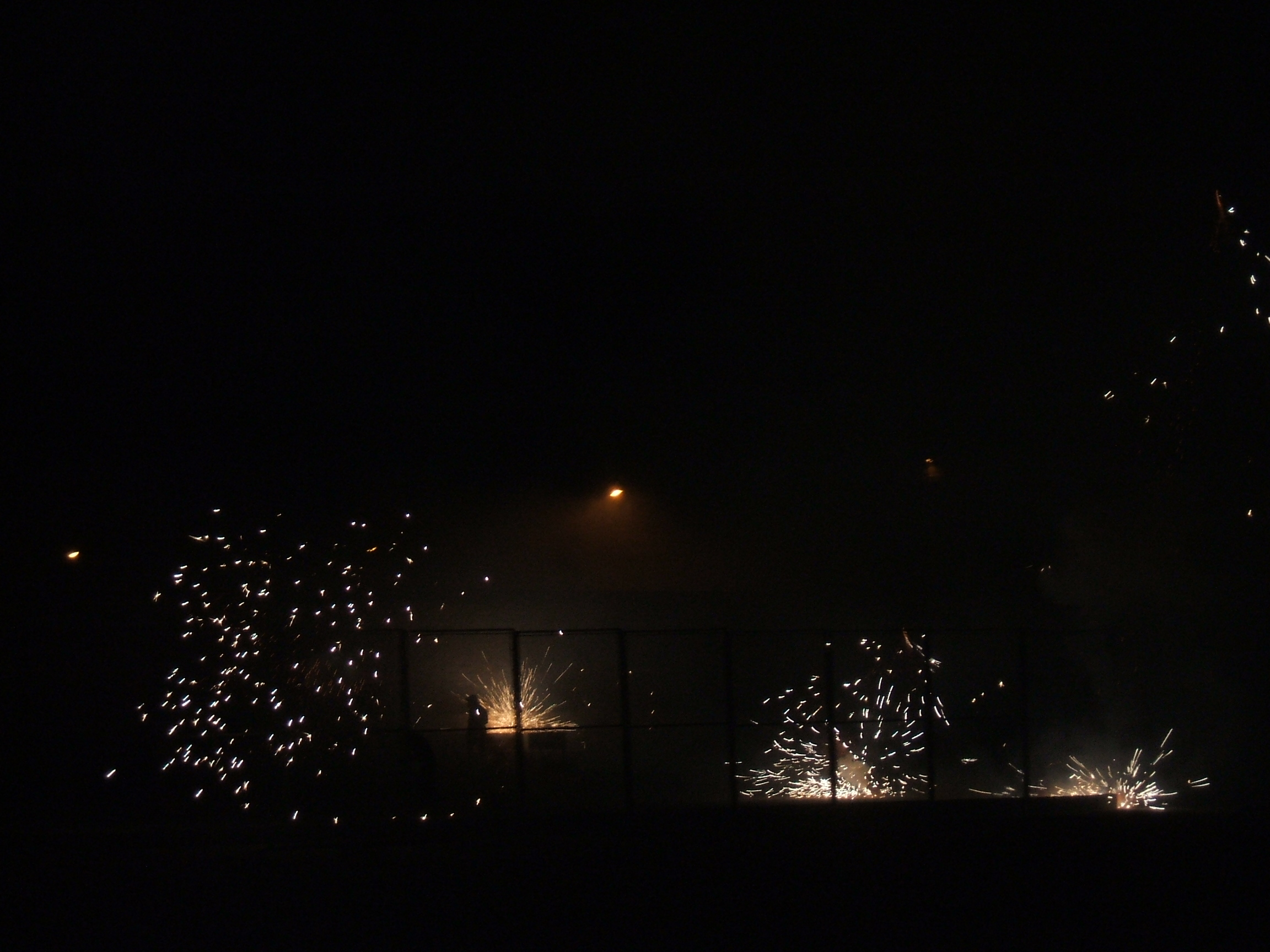
Cordada de Puzol en las fiestas de 2007.

Un cohete carretilla es un artefacto pirotécnico en forma cilíndrica consistente en un manantial de chispas que lo propulsa varias veces según el modelo, y que acaba con una pequeña detonación. Se utiliza principalmente en las cordadas y en los espectáculos de demonios y correfocs. En la Comunidad Valenciana también recibe el nombre popular de cohete borracho. En Aragón, también se le conoce como ratas.
- Datos: Q21095154
- Multimedia: Wheelbarrow rocket / Q21095154